# Hipparchia quadripuncta
Hipparchia quadripuncta är en fjärilsart som beskrevs av Ruggero Verity 1953. Hipparchia quadripuncta ingår i släktet Hipparchia och familjen praktfjärilar. Inga underarter finns listade i Catalogue of Life.